# كالكار
كالكار (بالألمانية: Kalkar) هي بلدة ألمانية تقع في ألمانيا في كليفه. يقدر عدد سكانها بـ 14,350 نسمة .

## المدن التوأمة
مدينة Gendt هي مدينة توأمة لـكالكار.

## معرض صور

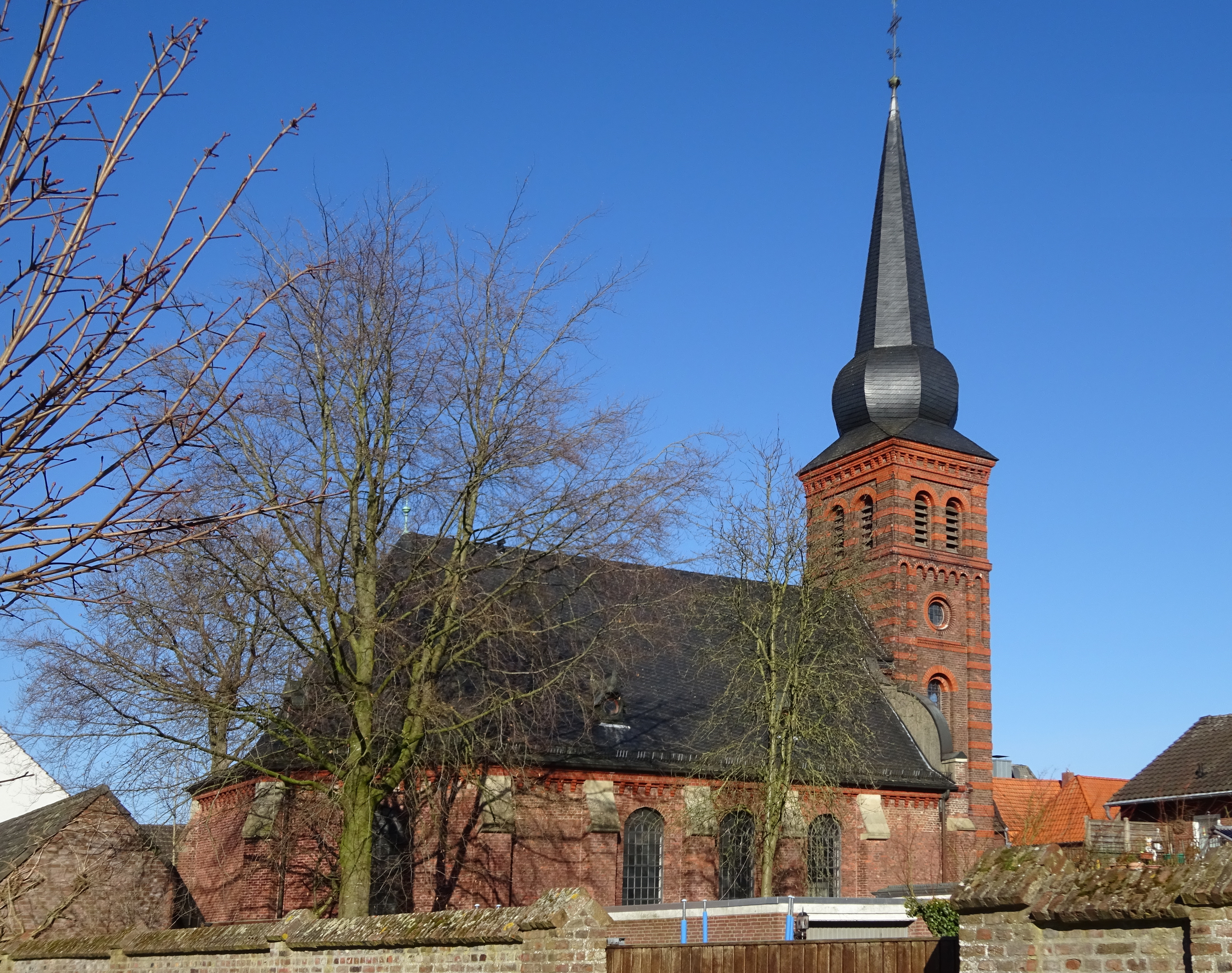
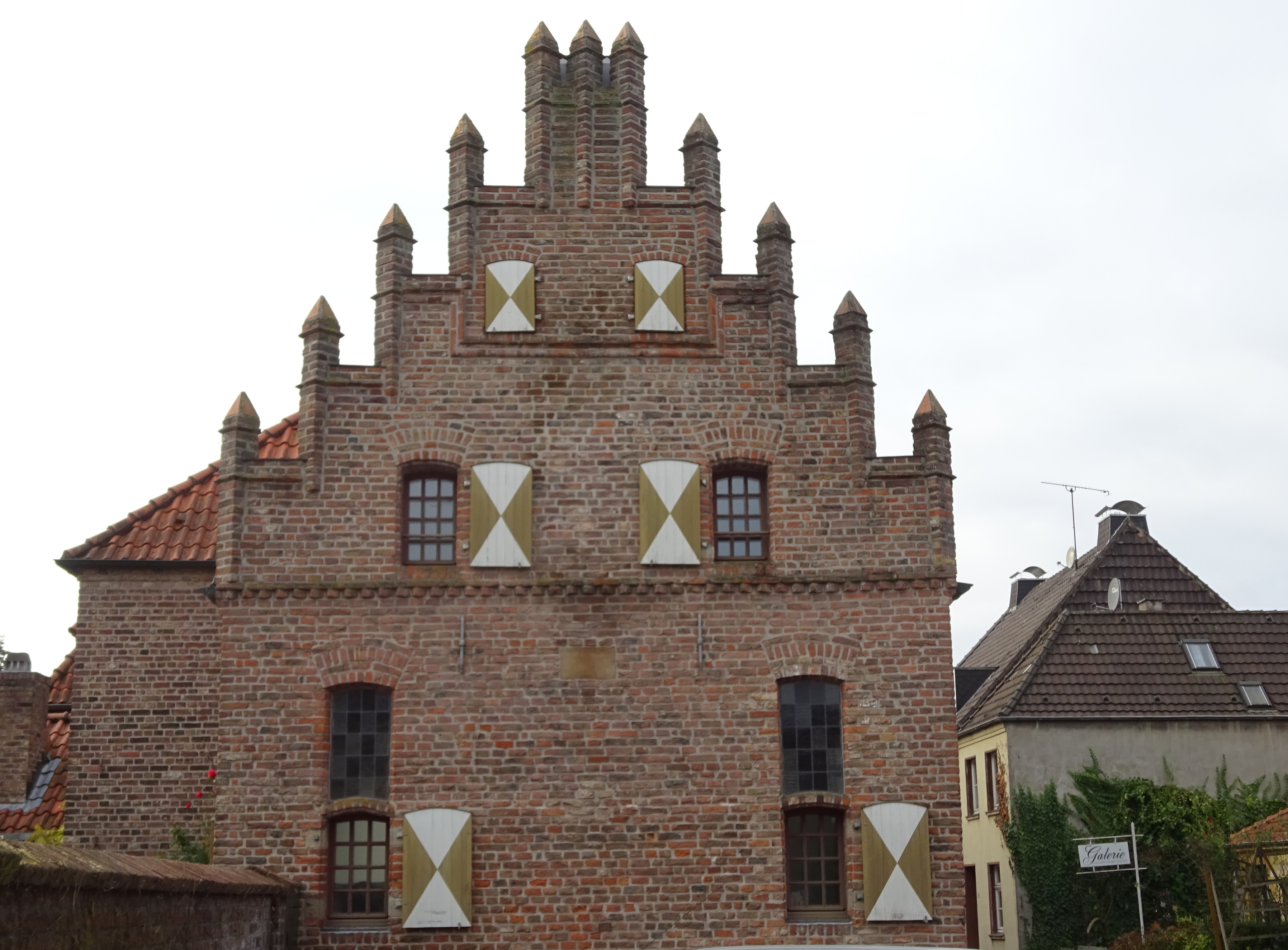
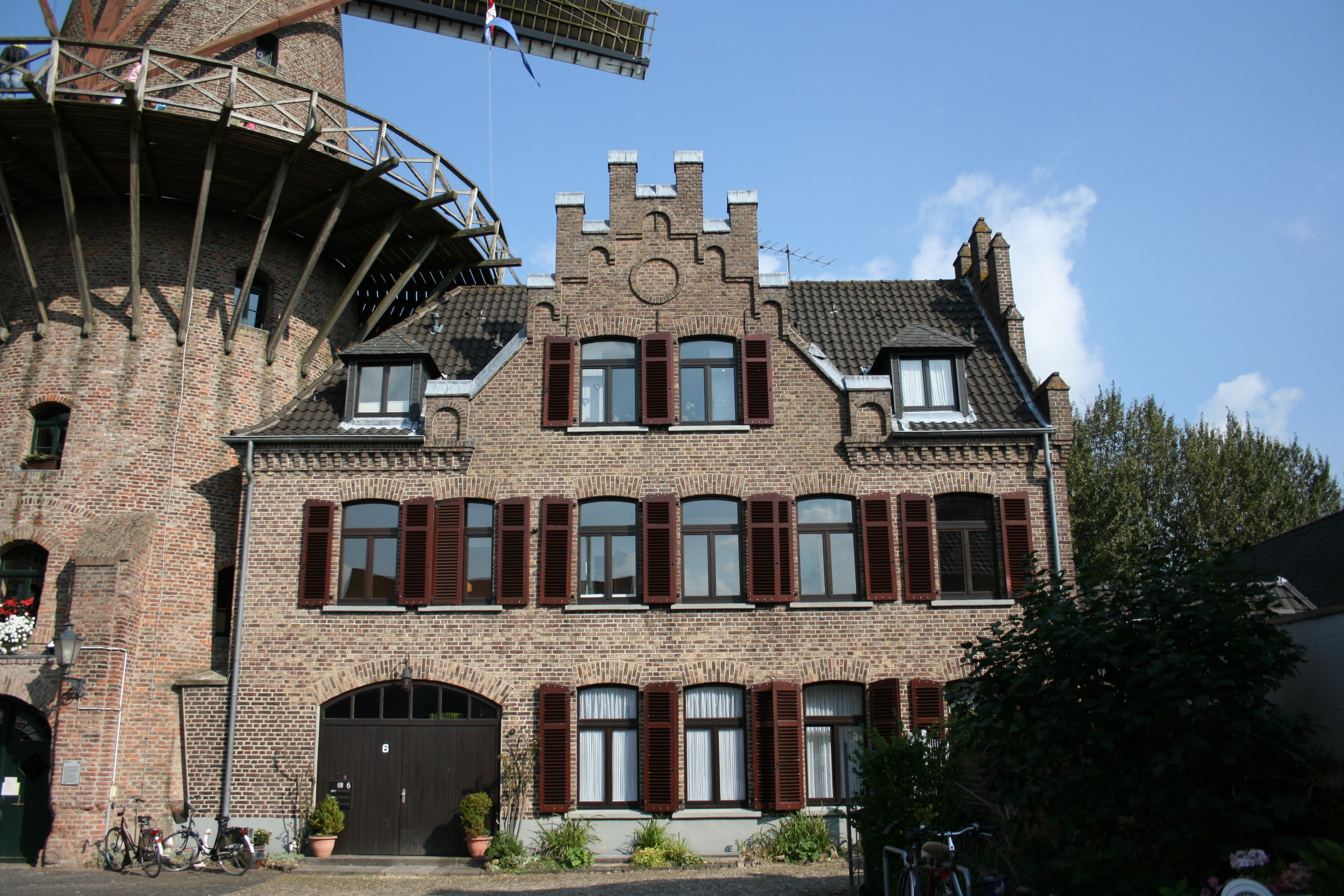
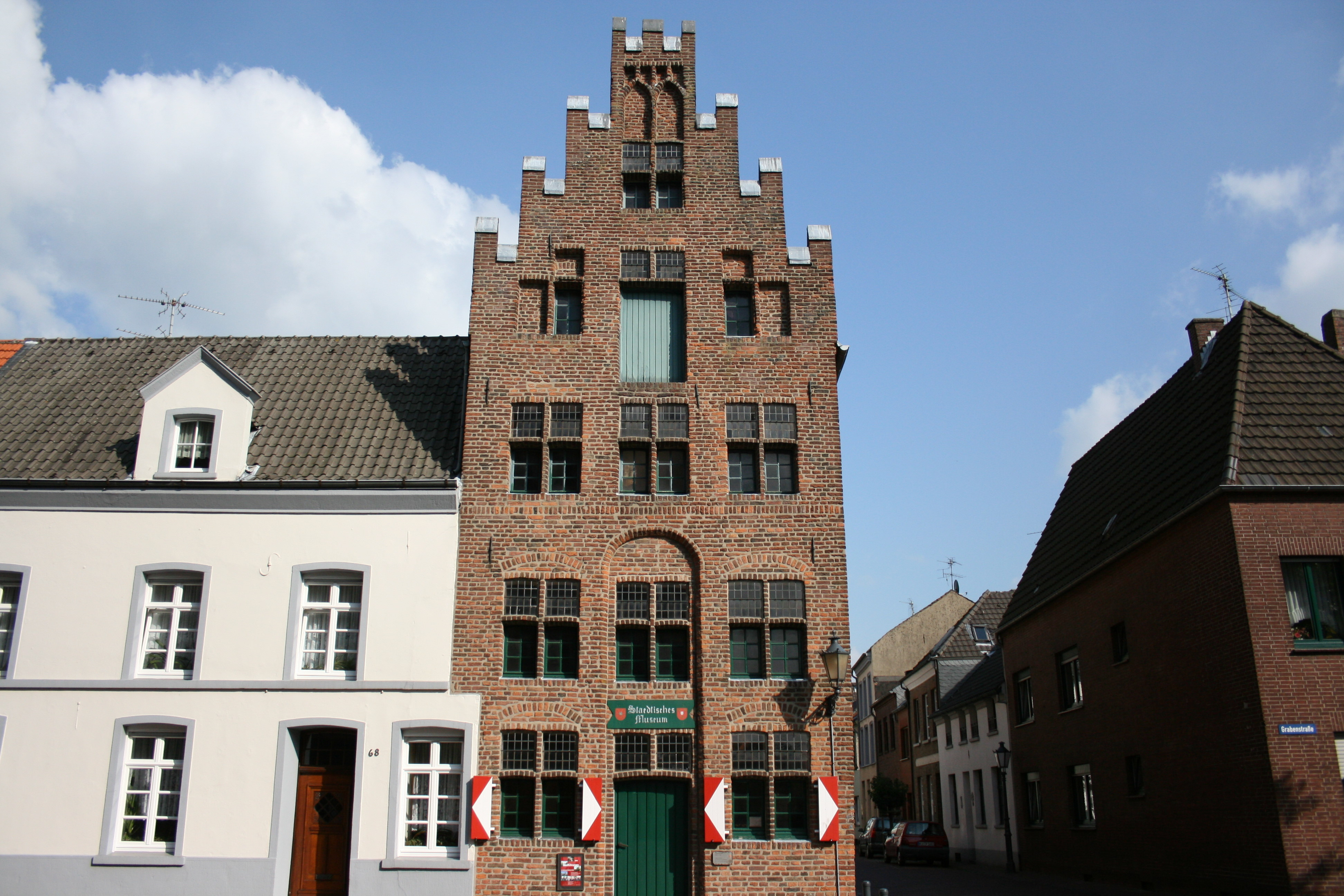

## أعلام
- فريدريش فيلهلم فون سايدليتز
- كريستوف بيترز
- ماري من بورغندي، دوقة كليفه
- لودغر ريمي